# Религија у Јужном Судану
Слобода вероисповести у Јужном Судану је загарантована Уставом. Становништво исповеда три различите религије — хришћанство, анимизам и ислам. Пре проглашења независности Јужни Судан је водио дуги грађански рат са северним Суданом, који је једним делом био последица верских разлика.

## Састав
Најзаступљенија конфесија у Јужном Судану је хришћанство, које исповеда око 60% становништва, следи анимизам са приближно 33% и ислам око 6 процената.
| Вероисповест у Јужном Судану‍ | Вероисповест у Јужном Судану‍ | Вероисповест у Јужном Судану‍ | Вероисповест у Јужном Судану‍ | Вероисповест у Јужном Судану‍ |
| ---------------------------- | ---------------------------- | ---------------------------- | ---------------------------- | ---------------------------- |
|                              |                              |                              |                              |                              |
| Хришћани                     | Хришћани                     |                              | 0                            | 60,50%                       |
| Анимисти                     | Анимисти                     |                              | 0                            | 32,90%                       |
| Муслимани                    | Муслимани                    |                              | 0                            | 6,20%                        |
| Остали                       | Остали                       |                              | 0                            | 0,40%                        |
| Укупно: 10.798.098 верника   |                              |                              |                              |                              |

## Хришћанство
Хришћанство у Јужном Судану представљено је са неколико црквених заједница од којих су шест чланице Већа цркава Новог Судана. У овој земљи живи око 6,5 милиона хришћана, што је око 60,5% од укупног броја становника. Највише је католика, па следе англиканци и протестанти. Највећа концентрација хришћана је у јужним и југозападним деловима земље и на крајњем северу и североистоку. У Јужном Судану постоји осам признатих цркава: Римокатоличка, Епископална, Афричка сувоземска, Презветеријанска, Пентакостална, Унутрашња, Коптска оријентално-православна и Етиопска оријентално-православна.

## Анимизам
Анимизам, спиритуализам и традиционална веровања у Јужном Судану карактеристична су за источне делове земље. Највише припадника овиг уверења живи у вилајетима Источна Екваторија, Џонглеј и Горњи Нил. У централном делу око мочваре Суд је друга највећа концетрација анимиста док су на западу земље у Западном Бахр ел Газалу измешана традиционална веровања са хришћанством. Број анимиста у Јужном Судану износи око 3.500.000, што је једна трећина укупне популације, тачније 32,90 процената.